# Double Commander
Double Commander — двопанельний файловий менеджер з відкритим вихідним кодом, що працює під Linux (середовища GNOME, KDE), OS X, FreeBSD, а також у Microsoft Windows. Станом на 09 вересня 2024 року перебуває у статусі stable.
Вільними аналогами є GNOME Commander (для середовища GNOME) та Krusader (для середовища KDE). Пропрієтарним аналогом є Total Commander для Microsoft Windows.

## Можливості програми
- Підтримка Юнікоду.
- Усі операції виконуються у фоновому режимі.
- Інструмент групового перейменування.
- Підтримка вкладок.
- Налаштовувані колонки.
- Вбудований текстовий редактор (F4) з підсвічуванням синтаксису.
- Вбудований переглядач файлів (F3) для перегляду файлів в шістнадцятковому, двійковому або текстовому форматах.
- Робота з архівами так само, як з підтеками, можна копіювати файли у архіви та з них. Підтримуються формати ZIP, tar (*.tar.gz, *.tar.bz2), RPM, CPIO, DEB, RAR.
- Розширений пошук файлів, регулярні вирази при пошуку файлів, включаючи пошук тексту у будь-яких файлах.
- Панель інструментів з кнопками для запуску зовнішніх програм або внутрішніх команд меню.
- Підтримка додатків WCX, WDX та WLX від Total Commander-а.
- Журналювання файлових операцій.
- Існують версії для 32-розрядних та 64-розрядних операційних систем.

## Історія
- 26 грудня 2007 рік — перший альфа-реліз Double Commander 0.3 альфа.
- 17 квітня 2008 рік — Double Commander 0.3.5 альфа.
- 28 лютого 2009 рік — Double Commander 0.4.0 бета.
- 10 січня 2010 рік — Double Commander 0.4.5 бета.
- 22 лютого 2010 рік — Double Commander 0.4.5.1 бета.
- 21 серпня 2010 рік — Double Commander 0.4.5.2 бета.
- 28 серпня 2011 рік — Double Commander 0.5.0 бета.
- 8 жовтня 2011 рік — Double Commander 0.5.1 бета.
- 1 квітня 2012 рік — Double Commander 0.5.4 бета.
- 30 червня 2013 рік — Double Commander 0.5.5 бета.
- 20 липня 2013 рік — Double Commander 0.5.6 бета.
- 22 вересня 2013 рік — Double Commander 0.5.7 бета.
- 28 грудня 2013 рік — Double Commander 0.5.8 бета.
- 23 березня 2014 рік — Double Commander 0.5.9 бета.
- 12 травня 2014 рік — Double Commander 0.5.10 бета.
- 27 вересня 2014 рік — Double Commander 0.5.11 бета.
- 8 лютого 2015 рік — Double Commander 0.6.0 бета.
- 28 березня 2015 рік — Double Commander 0.6.1 бета.
- 10 травня 2015 рік — Double Commander 0.6.2 бета.
- 13 червня 2015 рік — Double Commander 0.6.3 бета.
- 12 липня 2015 рік — Double Commander 0.6.4 бета.
- 16 серпня 2015 рік — Double Commander 0.6.5 бета.
- 11 жовтня 2015 рік — Double Commander 0.6.6 бета.
- 13 березня 2016 рік — Double Commander 0.7.0 бета.
- 12 грудня 2017 рік — Double Commander 0.8.0 бета.
- 23 грудня 2017 рік — Double Commander 0.8.1 бета.
- 23 лютого 2018 рік — Double Commander 0.8.2 бета.
- 3 червня 2018 рік — Double Commander 0.8.3 бета.
- 18 серпня 2018 рік — Double Commander 0.8.4 бета.
- 9 лютого 2019 рік — Double Commander 0.9.0 бета.
- 16 лютого 2019 рік — Double Commander 0.9.1 бета.
- 30 березня 2019 рік — Double Commander 0.9.2 бета.
- 18 травня 2019 рік — Double Commander 0.9.3 бета.
- 6 липня 2019 рік — Double Commander 0.9.4 бета.
- 7 липня 2019 рік — Double Commander 0.9.5 бета.
- 1 вересня 2019 рік — Double Commander 0.9.6 бета.
- 8 січня 2020 рік — Double Commander 0.9.7 бета.
- 1 лютого 2020 рік — Double Commander 0.9.8 бета.
- 27 червня 2020 рік — Double Commander 0.9.9 бета.
- 10 січня 2021 рік — Double Commander 0.9.10 бета.
- 17 жовтня 2021 рік — Double Commander 1.0.0 бета.
- 31 жовтня 2021 рік — Double Commander 1.0.1 бета.
- 11 грудня 2021 рік — Double Commander 1.0.2 бета.
- 07 січня 2022 рік — Double Commander 1.0.3 бета.
- 05 лютого 2022 рік — Double Commander 1.0.4 бета.
- 09 квітня 2022 рік — Double Commander 1.0.5 бета.
- 04 червня 2022 рік — Double Commander 1.0.6 бета.
- 11 вересня 2022 рік — Double Commander 1.0.7.
- 18 вересня 2022 рік — Double Commander 1.0.8.
- 03 грудня 2022 рік — Double Commander 1.0.9.
- 21 січня 2023 рік — Double Commander 1.0.10.
- 02 квітня 2023 рік — Double Commander 1.0.11
- 05 серпня 2023 рік — Double Commander 1.1.0 бета.
- 19 серпня 2023 рік — Double Commander 1.1.1 бета.
- 09 вересня 2023 рік — Double Commander 1.1.2 бета.
- 01 жовтня 2023 рік — Double Commander 1.1.3 бета.
- 14 жовтня 2023 рік — Double Commander 1.1.4 бета.
- 05 листопада 2023 рік — Double Commander 1.1.5 бета.
- 18 листопада 2023 рік — Double Commander 1.1.6 бета.
- 02 грудня 2023 рік — Double Commander 1.1.7 бета.
- 16 грудня 2023 рік — Double Commander 1.1.8 бета.
- 14 січня 2024 рік — Double Commander 1.1.9 бета.
- 17 лютого 2024 рік — Double Commander 1.1.10 бета.
- 10 березня 2024 рік — Double Commander 1.1.11 бета.